# Descendants 2
Descendants 2 is een Amerikaanse televisiefilm uit 2017, die op 21 juli 2017 in première ging in Amerika. In Nederland was hij voor het eerst te zien op 28 oktober 2017. Het is een Disney Channel Original Movie. Descendants 2 is het vervolg op Descendants.

## Verhaal
Na de verloving van Mal met koning Ben van Auradon wordt de pers haar te veel en na een ruzie met koning Ben besluit Mal terug te keren naar het Dwaaleiland. Niet veel later voelt koning Ben zich schuldig en besluit hij Mal achterna te gaan. Met de hulp van Evie, Jay en Carlos gaat hij naar het eiland, waar ze onder anderen Harry, Gil en Uma tegenkomen.

## Rolverdeling van Descendants 2
Isle of the Lost-kinderen:
- Dove Cameron als Mal, de dochter van Malafide uit Doornroosje
- Cameron Boyce als Carlos, de zoon van Cruella De Vil uit 101 Dalmatiërs
- Booboo Stewart als Jay, de zoon van Jafar uit Aladdin
- Sofia Carson als Evie, de dochter van de Boze Koningin uit Sneeuwwitje
- Thomas Doherty als Harry, de zoon van Kapitein Haak uit Peter Pan
- Dylan Playfair als Gil, de zoon van Gaston uit Belle en het Beest
- China Anne McClain als Uma, de dochter van Ursula uit De kleine zeemeermin
- Anna Cathcart als Dizzy, de dochter van Drizella uit Assepoester

Auradonkinderen:
- Mitchell Hope als Prins Ben, de zoon van Belle en het Beest
- Brenna D'Amico als Jane, de dochter van de Goede Fee uit Assepoester
- Jedidiah Goodacre als Chad, de zoon van Assepoester & Prins Charming uit Assepoester
- Dianne Doan als Lonnie, de dochter van Mulan uit Mulan
- Zachary Gibson als Doug, de zoon van Stoetel uit Sneeuwwitje

Ouders:
- Keegan Connor Tracy als Belle, uit Belle en het Beest
- Dan Payne als Het Beest, uit Belle en het Beest
- Melanie Paxson als de Goede Fee, uit Assepoester
- Whoopi Goldberg als de stem van Ursula, uit De kleine zeemeermin
- Linda Ko als de stem van Lady Tremaine, uit Assepoester

“Overig”:
- Bobby Moynihan als de stem van Dude, de hond van Carlos

## Nederlandse Stemmen
- Rachelle Verdel als Mal, de dochter van Malifide
- Finn Karels als Carlos, de zoon van Cruella de Vil
- Kevin Kayirangwa als Jay, de zoon van Jafar
- Sara Gracia Santacreu als Evie, de dochter van de boze koningin
- Trevor Reekers als Prins Ben, de zoon van koningin Belle en koning Beest
- Tara Hetharia als Uma, de dochter van Ursula
- Hymke de Vries als de Goede Fee, uit Assepoester
- Vita Coenen als Jane, de dochter van de Goede Fee
- Maarten Bosmans als Dude, Carlos’ hond
- Maxine Janssens als Dizzy, de dochter van Drizella, stiefzus van Assepoester
- Ricardo Blei als Harry, de zoon van Kapitein Haak
- Lander Severins als Gil, de zoon van Gaston
- Jasper Publie als Doug, de zoon van Dopey, een van de zeven dwergen van Sneeuwwitje
- Pieter Verelst als Chad Charming, de zoon van Assepoester
- Maja Van Honsté als Lonnie, de dochter van Mulan
- Has Drijver als Beest, van Belle en het beest
- Jannemien Cnossen als Belle

## Multimedia
Dvd
- Descendants 2 werd op dvd uitgegeven op 15 augustus 2017. In het Verenigd Koninkrijk was dat op 23 oktober 2017.

Cd-soundtrack

| 1.                 | Ways to Be Wicked                                  | - Sam Hollander - Josh Edmondson - Grant Michaels - Charity Daw | - Dove Cameron - Sofia Carson - Cameron Boyce - Booboo Stewart                                                                        | 3:38 |
| 2.                 | What's My Name                                     | - Antonina Armato - Tim James - Tom Sturges - Adam Schmalholz   | - China Anne McClain - Thomas Doherty - Dylan Playfair                                                                                | 3:10 |
| 3.                 | Chillin' Like a Villain                            | - Antonina Armato - Tim James - Tom Sturges - Adam Schmalholz   | - Sofia Carson - Cameron Boyce - Booboo Stewart - Mitchell Hope                                                                       | 3:13 |
| 4.                 | Space Between                                      | - Shayna Mordue - Stephen Mark Conley - Tyler Shamy - Andy Dodd | - Dove Cameron - Sofia Carson | 3:26 |
| 5.                 | It's Goin' Down                                    | - Armato - James - Sturges - Schmalholz                         | - Dove Cameron - Sofia Carson - Cameron Boyce - Booboo Stewart - China Anne McClain - Mitchell Hope - Thomas Doherty - Dylan Playfair | 4:12 |
| 6.                 | You and Me                                         | - Mitch Allan - Nikki Leonti                                    | - Dove Cameron - Sofia Carson - Cameron Boyce - Booboo Stewart - Mitchell Hope - Jeff Lewis                                           | 3:32 |
| 7.                 | Kiss the Girl                                      | - Alan Menken - Howard Ashman                                   | - Dove Cameron - Sofia Carson - Cameron Boyce - Booboo Stewart - China Anne McClain - Thomas Doherty                                  | 2:44 |
| 8.                 | Poor Unfortunate Souls                             | - Alan Menken - Howard Ashman                                   | - China Anne McClain | 2:43 |
| 9.                 | Better Together (van Descendants: Wicked World)    | - Matt Wong - Jack Kugell - Hannah Jones                        | - Dove Cameron - Sofia Carson | 2:44 |
| 10.                | Evil (van Descendants: Wicked World)               | - Dan Book - Shelly Peiken                                      | - Dove Cameron | 2:54 |
| 11.                | Rather Be with You (van Descendants: Wicked World) | - Jeannie Lurie - Chen Neeman - Aris Archontis                  | - Dove Cameron - Sofia Carson | 2:14 |
| Totale duur: 32:30 |                                                    |                                                                 | |      |